# 白腹寬刻齒雀鯛
白腹寬刻齒雀鯛（学名：Amblyglyphidodon leucogaster），又名白腹凹牙豆娘魚、厚殼仔，为[[[輻鰭魚綱]][鲈形目]]雀鯛科凹牙豆娘魚屬下的一个种。该物种主要分布于印度洋-西太平洋热带海域，從東非、紅海至美屬薩摩亞，北起琉球群島，南至澳洲大堡礁海域，深度2至45公尺，本魚體呈卵圓形且側扁，尾鰭叉形，身體及背部褐色，腹部淡黃色，腹鰭黃色，背鰭及臀鰭上半部黑色，尾鰭上下葉黑色，背鰭硬棘13枚、背鰭軟條12-13枚、臀鰭硬棘2枚、臀鰭軟條12-14枚，體長可達14.4公分，棲息在潟湖、外海礁石區，成小群活動，以橈腳類、糠蝦、魚卵、甲殼類幼蟲與藻類等為食，可作為觀賞魚。